# Theodor Seykora
Theodor Seykora (* 19. August 1921 in St. Johann in Tirol; † 31. März 2015 in Innsbruck) war ein österreichischer Manager und Kommunalpolitiker (ÖVP).

## Leben
Theodor Seykora studierte – unterbrochen durch Frontdienst und Kriegsgefangenschaft – Rechtswissenschaften an der Universität Innsbruck. 1948 wurde er in Innsbruck zum Dr. iur. promoviert.
1956 wurde er Leiter der Personalabteilung der Tiroler Röhren- und Metallwerke, später Vorstandsmitglied und Vorstandsvorsitzender. Er war unter anderem stv. Aufsichtsratsvorsitzender von GE Jenbacher, einem Tochterunternehmen von General Electric. Er war Vereinsvorsteher des Tiroler Sparkassenvereins.
Er war Gemeinderat in Innsbruck (1950–1962) und Stadtrat von Innsbruck (1962–1983) sowie Mitglied des Stadtsenates von Innsbruck. Er engagierte sich wesentlich für die Olympischen Winterspiele 1976 in Innsbruck.
Er engagierte sich unter anderem für den Alpenverein in Deutschland, Österreich und Südtirol.
Theodor Seykora engagierte sich für zahlreiche Sozialprojekte im Heiligen Land. 1968 wurde er vom Kardinal-Großmeister Eugène Kardinal Tisserant zum Ritter des Ritterordens vom Heiligen Grab zu Jerusalem ernannt und am 9. November 1968 im Wiener Stephansdom durch den Erzbischof von Salzburg, Andreas Rohracher, Großprior der österreichischen Statthalterei, in den Orden investiert. Er war zuletzt Offizier des Päpstlichen Laienordens.

## Ehrungen und Auszeichnungen
- Ernennung zum Kommerzialrat (1968)
- Ritter vom Heiligen Grab (1968)
- Ehrensenator der Universität Innsbruck für sein außerordentliches Engagement für die Unterstützung der wissenschaftlichen, wirtschaftlichen und kulturellen Ziele der Universität Innsbruck (1984)[1]
- Ehrenring der Stadt Innsbruck (1987)
- Österreichisches Ehrenkreuz für Wissenschaft und Kunst I. Klasse (1996)
- Ehrenzeichen des Landes Tirol